# Населення Еквадору
Населення Еквадору. Чисельність населення країни 2015 року становила 15,868 млн осіб (68-ме місце у світі). Чисельність еквадорців стабільно збільшується, народжуваність 2015 року становила 18,51 ‰ (95-те місце у світі), смертність — 5,06 ‰ (186-те місце у світі), природний приріст — 1,35 % (88-ме місце у світі) . 

## Природний рух

### Відтворення
Народжуваність в Еквадорі, станом на 2015 рік, дорівнює 18,51 ‰ (95-те місце у світі). Коефіцієнт потенційної народжуваності 2015 року становив 2,25 дитини на одну жінку (95-те місце у світі).
Смертність в Еквадорі 2015 року становила 5,06 ‰ (186-те місце у світі).
Природний приріст населення в країні 2015 року становив 1,35 % (88-ме місце у світі).

### Вікова структура

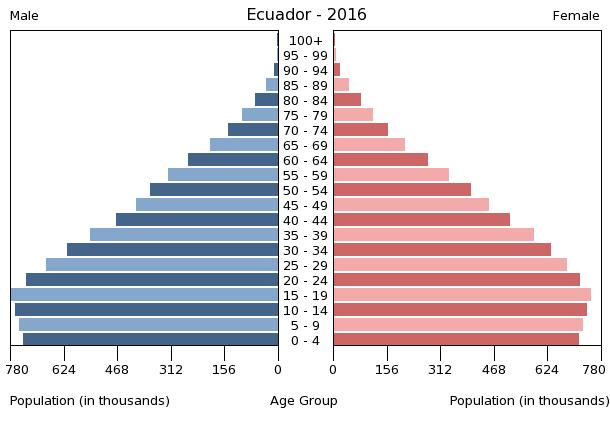
Віково-статева піраміда населення Еквадору, 2016 рік

Середній вік населення Еквадору становить 27,4 року (142-ге місце у світі): для чоловіків — 26,7, для жінок — 28,1 року. Очікувана середня тривалість життя 2015 року становила 76,56 року (82-ге місце у світі), для чоловіків — 73,6 року, для жінок — 79,67 року.
Вікова структура населення Еквадору, станом на 2015 рік, виглядає таким чином:
- діти віком до 14 років — 27,99 % (2 265 935 чоловіків, 2 175 864 жінки);
- молодь віком 15—24 роки — 18,56 % (1 494 206 чоловіків, 1 451 151 жінка);
- дорослі віком 25—54 роки — 39,16 % (3 027 989 чоловіків, 3 185 924 жінки);
- особи передпохилого віку (55—64 роки) — 7,23 % (563 259 чоловіків, 584 730 жінок);
- особи похилого віку (65 років і старіші) — 7,05 % (533 796 чоловіків, 585 541 жінка)[1].

### Шлюбність— розлучуваність
Коефіцієнт шлюбності, тобто кількість шлюбів на 1 тис. осіб за календарний рік, дорівнює 5,6; коефіцієнт розлучуваності — 1,1; індекс розлучуваності, тобто відношення шлюбів до розлучень за календарний рік — 20 (дані за 2006 рік).

## Розселення
Густота населення країни 2015 року становила 65 осіб/км² (152-ге місце у світі). Половина населення країни мешкає в гірських долинах Анд в центральній частині країни (Сьєрра) та уздовж західного узбережжя (Прибережний регіон). Вологі екваторіальні ліси сходу майже ненаселені (Орьєнте) менш як 1 людина на 1 км², тут населення концентрується переважно у високогірних районах.

### Урбанізація
Еквадор високоурбанізована країна. Рівень урбанізованості становить 63,7 % населення країни (станом на 2015 рік), темпи зростання частки міського населення — 1,9 % (оцінка тренду за 2010—2015 роки). З 1950 по 1983 рік населення країни збільшилось у 2,3 раза, а міське населення — в 4,5 раза.
Головні міста держави: Ґуаякіль — 2,709 млн осіб, Кіто (столиця) — 1,726 млн осіб (дані за 2015 рік).

### Міграції
Річний рівень еміграції 2015 року становив 0 ‰ (100-те місце у світі). Цей показник не враховує різниці між законними і незаконними мігрантами, між біженцями, трудовими мігрантами та іншими.
Внутрішні міграції спрямовані із західних районів країни в східні, та з сіл до міст. Імміграція та еміграція дуже невеликі та не впливають на динаміку населення.

#### Біженці й вимушені переселенці
Станом на 2015 рік, у країні постійно перебуває 120,68 тис. біженців з Колумбії. У той самий час у країні, станом на 2016 рік, налічується 28,7 тис. внутрішньо переміщених через землетрус у квітні 2016 року.
Еквадор є членом Міжнародної організації з міграції (IOM).

## Расово-етнічний склад
| Етнічний склад (2012 рік) | Етнічний склад (2012 рік) | Етнічний склад (2012 рік) | Етнічний склад (2012 рік) | Етнічний склад (2012 рік) |
| ------------------------- | ------------------------- | ------------------------- | ------------------------- | ------------------------- |
| Етнос:                    |                           |                           | Відсоток:                 |                           |
| метиси                    | метиси                    |                           | 71.9%                     | 71.9%                     |
| монтубіо                  | монтубіо                  |                           | 7.4%                      | 7.4%                      |
| індіанці                  | індіанці                  |                           | 7%                        | 7%                        |
| білі                      | білі                      |                           | 6.1%                      | 6.1%                      |
| афро-еквадорці            | афро-еквадорці            |                           | 4.3%                      | 4.3%                      |
| мулати                    | мулати                    |                           | 1.9%                      | 1.9%                      |
| темношкірі                | темношкірі                |                           | 1%                        | 1%                        |
| інші                      | інші                      |                           | 0.4%                      | 0.4%                      |

Головні етноси країни: метиси — 71,9 %, монтубіо — 7,4 %, індіанці — 7 %, білі — 6,1 %, афро-еквадорці — 4,3 %, мулати — 1,9 %, темношкірі — 1 %, інші — 0,4 % населення (оціночні дані за 2010 рік).
Населення Еквадору складається з 3 етнічних груп, кордони між ними умовні: кечуа (39 % населення); так звані «лісові індіанці» (1 %) та еквадорці, нащадки іспанців та інших європейців.
Кечуа — найбільший із сучасних індіанських народів. В Еквадорі проживають приблизно 30 % всіх кечуа, цей народ також утворює значну частину населення в Перу та в Болівії. Еквадорські кечуа в основному походять від різноплемених і різномовних груп, які засвоїли впродовж кількох останніх віків мову та культуру кечуа, основний район розселення був у більш південних регіонах, на території Перу.
Лісові індіанці, до яких відносять інші індіанські народи країни (за виключенням чибча, які проживають в горах на півночі), живуть в тропічних вічнозелених районах і продовжують зберігати родоплемінне ділення. Виділяють 2 найбільші групи лісових індіанців: хібаро (чи хіваро) — племена ачуале, мурато, уамбіса, малаката, які живуть на півдні Еквадору; та племена аламо, ямбо та інших, які говорять на діалектах мови кечуа та проживають на сході. Наразі зі сторони кечуа триває асиміляція лісових індіанців.
Еквадорці європейського та іншого походження складаються з кількових расових груп:
- метисів, нащадків індіанців, які змішались з іспанцями (~70 % загального населення);
- асимільованих індіанців;
- білого населення, або креоли (~20 % загального населення);
- негрів, мулатів і самбо (~10 % загального населення).

Серед метисів виділяють особливу групу — монтубіо, які живуть у прибережній частині заходу Еквадору й відрізняються від інших метисів своєрідною культурою.
Крім вказаних національних груп в Еквадорі постійно проживають колумбійці (25—30 тис. осіб), і в невеликій чисельності італійці (5 тис. осіб), іспанці (5 тис. осіб), німці (10—15 тис. осіб), японці (5 тис. осіб), американці (2 тис. осіб), перуанці (2 тис. осіб), китайці (3 тис. осіб), євреї (1 тис. осіб).

## Мови
| Мови Еквадору (2012 рік) | Мови Еквадору (2012 рік) | Мови Еквадору (2012 рік) | Мови Еквадору (2012 рік) | Мови Еквадору (2012 рік) |
| ------------------------ | ------------------------ | ------------------------ | ------------------------ | ------------------------ |
| Мова:                    |                          |                          | Відсоток:                |                          |
| іспанська                | іспанська                |                          | 93%                      | 93%                      |
| кечуа                    | кечуа                    |                          | 4.1%                     | 4.1%                     |
| індіанські мови          | індіанські мови          |                          | 0.7%                     | 0.7%                     |
| інші                     | інші                     |                          | 2.2%                     | 2.2%                     |

Офіційна мова: іспанська (кастильська) — розмовляє 93 % населення країни. Інші поширені мови: кечуа — 4,1 %, інші індіанські мови — 0,7 %, іноземні мови — 2,2 % (оцінка 2010 року). Мови кечуа і шуар використовуються для міжетнічного спілкування, різноманітні індіанські мови визнані офіційними на місцевому рівні.
Значна частина населення країни двомовна. Так, багато іспаномовних еквадорців знають ще й мову кечуа, а індіанці кечуа часто володіють ще й іспанською. В місцевому розмовному діалекті іспанської багато слів з мови кечуа. Кечуа також використовується в деяких районах у школах, на ньому видається література, виходять в ефір радіо- та телепередачі.

## Релігії
| Релігії в Еквадорі (2015 рік) | Релігії в Еквадорі (2015 рік) | Релігії в Еквадорі (2015 рік) | Релігії в Еквадорі (2015 рік) | Релігії в Еквадорі (2015 рік) |
| ----------------------------- | ----------------------------- | ----------------------------- | ----------------------------- | ----------------------------- |
| Віросповідання:               |                               |                               | Відсоток:                     |                               |
| католики                      | католики                      |                               | 74%                           | 74%                           |
| протестанти                   | протестанти                   |                               | 10.4%                         | 10.4%                         |
| свідки Єгови                  | свідки Єгови                  |                               | 1.2%                          | 1.2%                          |
| інші                          | інші                          |                               | 6.4%                          | 6.4%                          |
| атеїсти                       | атеїсти                       |                               | 7.9%                          | 7.9%                          |
| агностики                     | агностики                     |                               | 0.1%                          | 0.1%                          |

Головні релігії й вірування, які сповідує, і конфесії та церковні організації, до яких відносить себе населення країни: римо-католицтво — 74 %, євангелізм — 10,4 %, свідки Єгови — 1,2 %, інші (мормони, буддизм, юдаїзм, спірітуалізм, іслам, індуїзм, індіанські вірування, африканські вірування, п'ятидесятництво) — 6,4 %, атеїсти — 7,9 %, агностики — 0,1 % (станом на 2012 рік). Дані репрезентують доросле (за 16 років) населення 5 найбільших міст держави. Кечуа — католики, однак зберігають деякі елементи своєї попередньої релігії, яка була пов'язана з культом сонця. У лісових індіанців переважають родоплемінні вірування.

## Освіта
Рівень письменності 2015 року становив 94,5 % дорослого населення (віком від 15 років): 95,4 % — серед чоловіків, 93,5 % — серед жінок.
Державні витрати на освіту становлять 4,2 % ВВП країни, станом на 2012 рік (94-те місце у світі). Середня тривалість освіти становить 14 років, для хлопців — до 14 років, для дівчат — до 15 років (станом на 2012 рік).

## Охорона здоров'я
Забезпеченість лікарями в країні на рівні 1,72 лікаря на 1000 мешканців (станом на 2011 рік). Забезпеченість лікарняними ліжками в стаціонарах — 1,6 ліжка на 1000 мешканців (станом на 2011 рік). Загальні витрати на охорону здоров'я 2014 року становили 9,2 % ВВП країни (98-ме місце у світі).
Смертність немовлят до 1 року, станом на 2015 рік, становила 17,38 ‰ (99-те місце у світі); хлопчиків — 20,51 ‰, дівчаток — 14,1 ‰. Рівень материнської смертності 2015 року становив 64 випадків на 100 тис. народжень (67-ме місце у світі).
Еквадор входить до складу ряду міжнародних організацій: Міжнародного руху (ICRM) і Міжнародної федерації товариств Червоного Хреста і Червоного Півмісяця (IFRCS), Дитячого фонду ООН (UNISEF), Всесвітньої організації охорони здоров'я (WHO).

### Захворювання
Потенційний рівень зараження інфекційними хворобами в країні високий. Найпоширеніші інфекційні захворювання: діарея, гепатит А, черевний тиф, гарячка денге, малярія. Станом на серпень 2016 року в країні були зареєстровані випадки зараження вірусом Зіка через укуси комарів Aedes, переливання крові, статевим шляхом, під час вагітності.
2014 року зареєстровано 32,7 тис. хворих на СНІД (67-ме місце у світі), це 0,34 % населення в репродуктивному віці 15—49 років (80-те місце у світі). Смертність 2014 року від цієї хвороби становила 1,2 тис. осіб (63-тє місце у світі).
Частка дорослого населення з високим індексом маси тіла 2014 року становила 18 % (86-те місце у світі); частка дітей віком до 5 років зі зниженою масою тіла становила 6,4 % (оцінка на 2013 рік). Ця статистика показує як власне стан харчування, так і наявну/гіпотетичну поширеність різних захворювань.

### Санітарія
Доступ до облаштованих джерел питної води 2015 року мало 93,4 % населення в містах і 75,5 % в сільській місцевості; загалом 86,9 % населення країни. Відсоток забезпеченості населення доступом до облаштованого водовідведення (каналізація, септик): в містах — 87 %, в сільській місцевості — 80,7 %, загалом по країні — 84,7 % (станом на 2015 рік). Споживання прісної води, станом на 2005 рік, дорівнює 9,92 км³ на рік, або 716,1 тонни на одного мешканця на рік: з яких 13 % припадає на побутові, 6 % — на промислові, 81 % — на сільськогосподарські потреби.

## Соціально-економічне становище
Співвідношення осіб, що в економічному плані залежать від інших, до осіб працездатного віку (15—64 роки) загалом становить 55,6 % (станом на 2015 рік): частка дітей — 45,1 %; частка осіб похилого віку — 10,4 %, або 9,6 потенційно працездатного на 1 пенсіонера. Загалом ці показники характеризують рівень потреби державної допомоги в секторах освіти, охорони здоров'я і пенсійного забезпечення, відповідно. За межею бідності 2013 року перебувало 25,6 % населення країни. Розподіл доходів міських домогосподарств у країні виглядає таким чином: нижній дециль — 1,4 %, верхній дециль — 35,4 % (станом на 2012 рік).
Станом на 2013 рік, у країні 500 тис. осіб не має доступу до електромереж; 97 % населення має доступ, в містах цей показник дорівнює 100 %, у сільській місцевості — 92 %. Рівень проникнення інтернет-технологій середній. Станом на липень 2015 року в країні налічувалось 7,766 млн унікальних інтернет-користувачів (59-те місце у світі), що становило 48,9 % загальної кількості населення країни.

### Трудові ресурси
Загальні трудові ресурси 2015 року становили 7,336 млн осіб (64-те місце у світі). Зайнятість економічно активного населення у господарстві країни розподіляється таким чином: аграрне, лісове і рибне господарства — 27,8 %; промисловість і будівництво — 17,8 %; сфера послуг — 54,4 % (станом на 2012 рік). 227,59 тис. дітей у віці від 5 до 14 років (8 % від загальної кількості) 2008 року були залучені до дитячої праці. Безробіття 2015 року дорівнювало 4,8 % працездатного населення, 2014 року — 4,3 % (47-ме місце у світі); серед молоді у віці 15—24 років ця частка становила 10,9 %, серед юнаків — 8,4 %, серед дівчат — 15,7 % (96-те місце у світі).

## Кримінал

### Наркотики

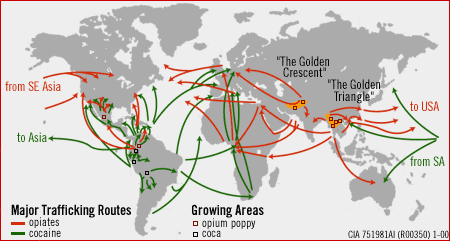
Світові маршрути наркотрафіку

Значна транзитна країна для колумбійського і перуанського кокаїну, що прямує морським шляхом до США; значний споживач прекурсорів для виготовлення наркотичних засобів; привабливе місце зберігання готівки, отриманої від продажу наркотиків, через доларизацію національної економіки, слабке фінансове законодавство; на півночі, на кордоні з Колумбією підвищена активність торговців людьми і колумбійських повстанців (оцінка ситуації 2008 року).

### Торгівля людьми
Згідно зі щорічною доповіддю про торгівлю людьми (англ. Trafficking in Persons Report) Управління з моніторингу та боротьби з торгівлею людьми Державного департаменту США, уряд Еквадору докладає значних зусиль у боротьбі з явищем примусової праці, сексуальної експлуатації, незаконною торгівлею внутрішніми органами, але законодавство відповідає мінімальним вимогам американського закону 2000 року щодо захисту жертв (англ. Trafficking Victims Protection Act’s) не повною мірою, країна перебуває у списку другого рівня.

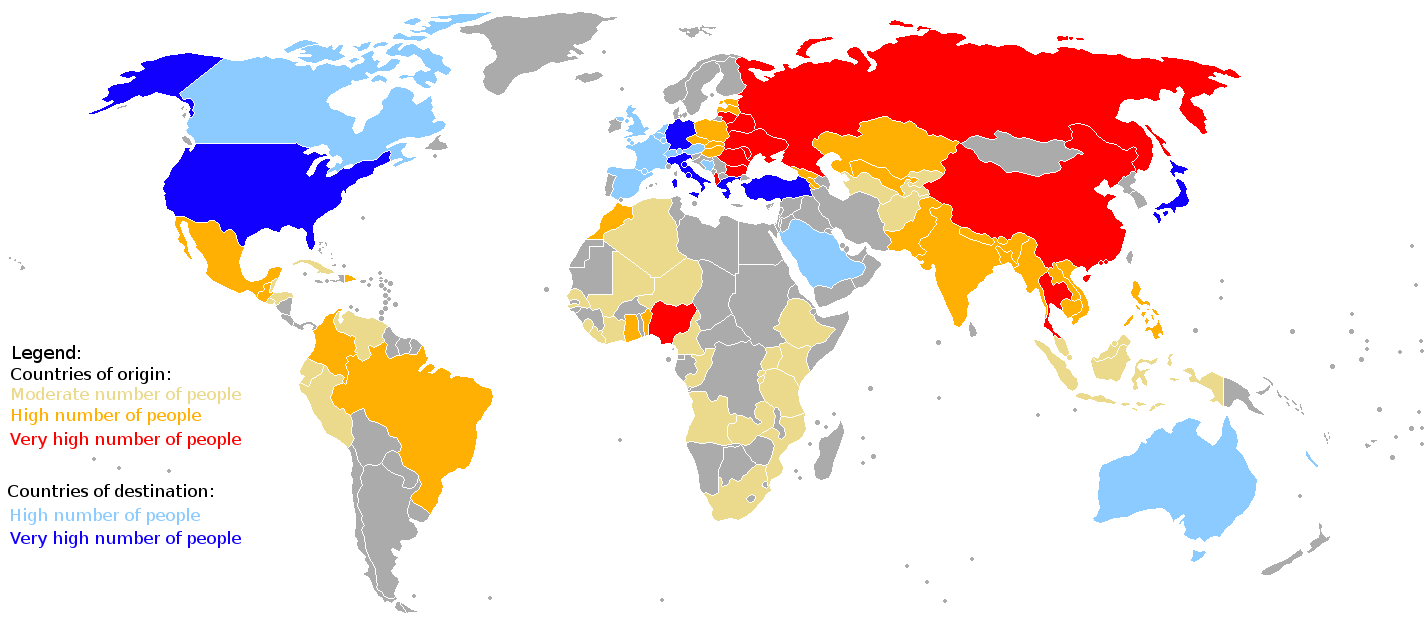
Країни-донори (червоний) і країни-реципієнти кримінальних потоків  (англ.)
Глобальна боротьба з торгівлею людьми (англ.)

## Гендерний стан
Статеве співвідношення (оцінка 2015 року):
- при народженні — 1,05 особи чоловічої статі на 1 особу жіночої;
- у віці до 14 років — 1,04 особи чоловічої статі на 1 особу жіночої;
- у віці 15—24 років — 1,03 особи чоловічої статі на 1 особу жіночої;
- у віці 25—54 років — 0,95 особи чоловічої статі на 1 особу жіночої;
- у віці 55—64 років — 0,96 особи чоловічої статі на 1 особу жіночої;
- у віці за 64 роки — 0,91 особи чоловічої статі на 1 особу жіночої;
- загалом — 0,99 особи чоловічої статі на 1 особу жіночої[1].

## Демографічні дослідження
Демографічні дослідження в країні ведуться рядом державних і наукових установ:

### Українською
- Атлас. 10—11 клас. Економічна і соціальна географія світу / упорядники :  О. Я. Скуратович, Н. І. Чанцева. — К. : ДНВП «Картографія», 2010. — ISBN 978-966-475-639-3.
- Атлас світу / голов. ред. І. С. Руденко ; зав. ред. В. В. Радченко ; відп. ред. О. В. Вакуленко. — К. : ДНВП «Картографія», 2005. — 336 с. — ISBN 9666315467.
- Безуглий В. В. Економічна і соціальна географія зарубіжних країн : Навчальний посібник. — К. : ВЦ «Академія», 2007. — 704 с. — ISBN 978-966-580-239-6.
- Безуглий В. В., Козинець С. В. Регіональна економічна і соціальна географія світу : Навчальний посібник. — видання 2-ге, доп., перероб. — К. : ВЦ «Академія», 2007. — 688 с. — ISBN 966-580-144-9.
- Головченко В. І., Кравчук О. Країнознавство: Азія, Африка, Латинська Америка, Австралія і Океанія. — К., 2006. — 335 с. — ISBN 966-8939-04-2.
- Гудзеляк І. І. Географія населення: Навчальний посібник / І. Гудзеляк. — Л. : Видавничий центр ЛНУ імені Івана Франка, 2008. — 232 с. — ISBN 978-966-613-599-8.
- Дахно І. І. Країни світу: Енциклопедичний довідник / І. І. Дахно, С. М. Тимофієв. — К. : Мапа, 2011. — 606 с. — (Бібліотека нового українця) — ISBN 978-966-8804-23-6.
- Дахно І. І. Економічна географія зарубіжних країн : навчальний посібник. — К. : Центр учбової літератури, 2014. — 319 с. — ISBN 978-611-01-0682-5.
- Джаман В. О. Регіональні системи розселення: демографічні аспекти. — Чернівці : Рута, 2003. — 392 с. — ISBN 9665685988.
- Дорошенко Л. С. Демографія: Навчальний посібник. — К. : МАУП, 2005. — 112 с. — ISBN 966-608-442-2.
- Дубович І. А. Країнознавчий словник-довідник. — 5-те вид., перероб. і доп. — К. : Знання, 2008. — 839 с. — ISBN 978-966-346-330-8.
- Економічна і соціальна географія країн світу. Навчальний посібник / За ред. Кузика С. П. — Л. : Світ, 2002. — 672 с. — ISBN 966-603-178-7.
- Загальна медична географія світу / В. О. Шевченко [та ін.] — К. : [б.в.], 1998. — 178 с.
- Книш М. М., Мамчур О. І. Регіональна економічна і соціальна географія світу (Латинська Америка та Карибські країни, Африка, Азія, Океанія) : навч. посіб. — Л. : ЛНУ ім. Івана Франка, 2013. — 368 с. — ISBN 978-617-10-0007-0.
- Крисаченко В. С. Динаміка населення: Популяційні, етнічні та глобальні виміри. — К. : Видавництво Національного інституту стратегічних досліджень, 2005. — 368 с. — ISBN 966-554-083-1.
- Кузик С. П., Книш М. М. Економічна і соціальна географія країн Америки : навч. посіб. — Л. : ЛНУ ім. Івана Франка, 1999. — 299 с. — ISBN 966-613-026-2.
- Любіцева О. О., Мезенцев К. В., Павлов С. В. Географія релігій. — К. : АртЕК, 1999. — 504 с. — ISBN 966-505-006-0.
- Масляк П. О. Країнознавство. — К. : Знання, 2007. — 292 с. — (Вища освіта XXI століття)
- Масляк П. О., Дахно І. І. Економічна і соціальна географія світу / П. О. Масляк, І. І. Дахно ; за ред. П. О. Масляка. — К. : Вежа, 2003. — 280 с. — ISBN 966-7091-53-8.

### Російською
- (рос.) Эквадор // Демографический энциклопедический словарь / главн. ред. Валентей Д. И. — М. : Советская энциклопедия, 1985. — 608 с.
- (рос.) Эквадор // Латинская Америка. Энциклопедический справочник [в 2-х тт.] / Главный редактор В. В. Вольский. — М. : Советская энциклопедия, 1982. — Т. 2. К-Я. — 657 с.
- (рос.) Эквадор // Страны и народы. Америка. Южная Америка / Редкол. : В. В. Вольский (отв. ред.) и др. — М. : «Мысль», 1983. — 285 с. — (Страны и народы) — 180 тис. прим.
- (рос.) Атлас народов мира / Отв. ред. С. И. Брук и В. С. Апенченко. — М. : ГУГК ГГК СССР и Институт этнографии им. Н. Н. Миклухо-Маклая АН СССР, 1964. — 185 с. — 20 тис. прим.
- (рос.) Численность и расселение народов мира. Этнографические очерки / под ред. С. И. Брука. — М. : Издательство АН СССР, 1962. — 487 с.
- (рос.) Лаппо Г. М. География городов: Учебное пособие для географических факультетов вузов. — М. : Туманит, изд. центр ВЛАДОС, 1997. — 476 с. — ISBN 5-691-00047-0.
- (рос.) Ягельский А. География населения. — М. : Прогресс, 1980. — 383 с.